# 阿伊努裔俄羅斯人

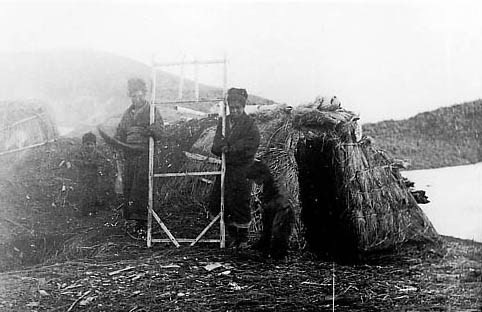
Kuril Ainu people in front of the traditional dwelling.

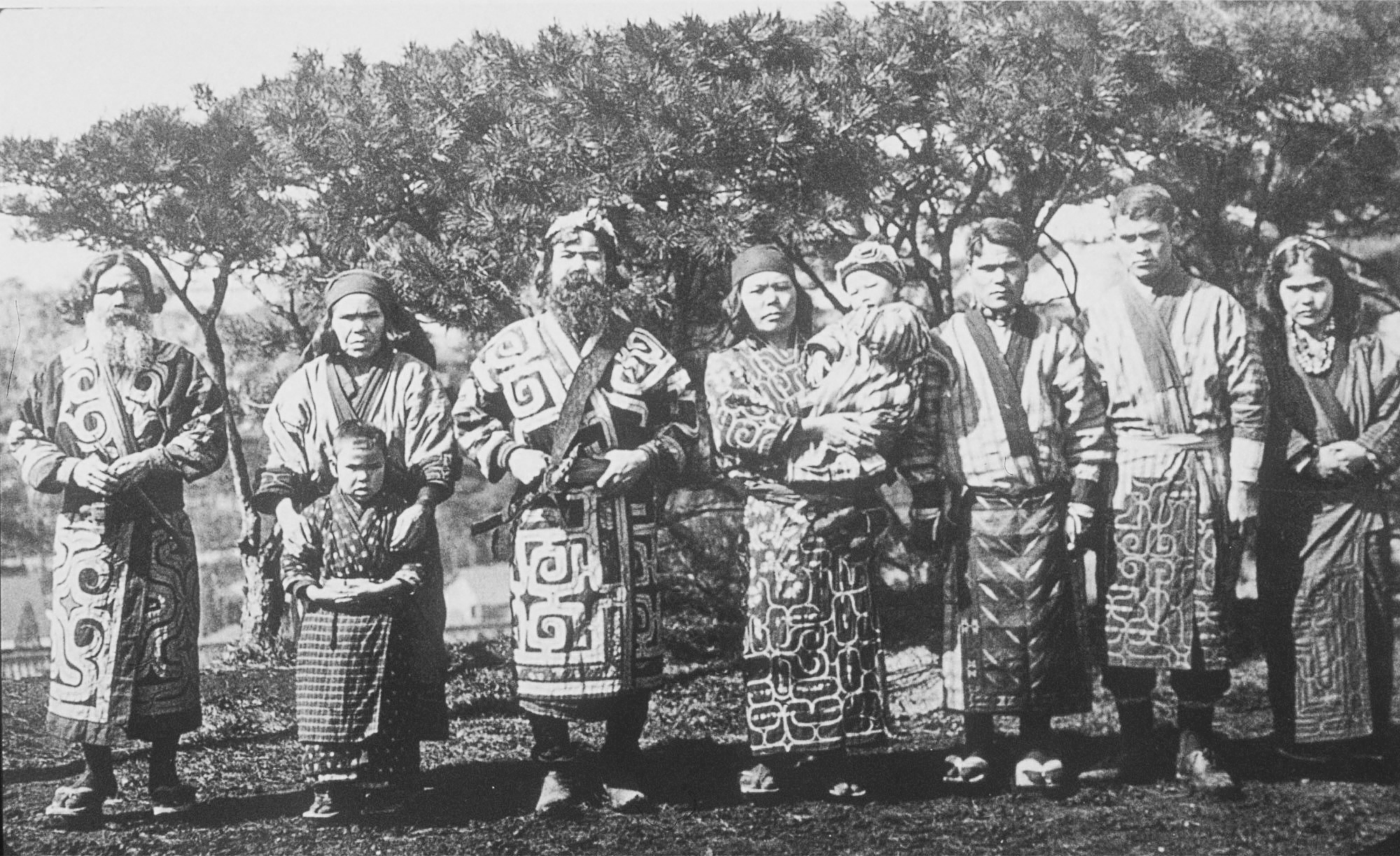
Group of Ainu people in Sakhalin Oblast (1902)

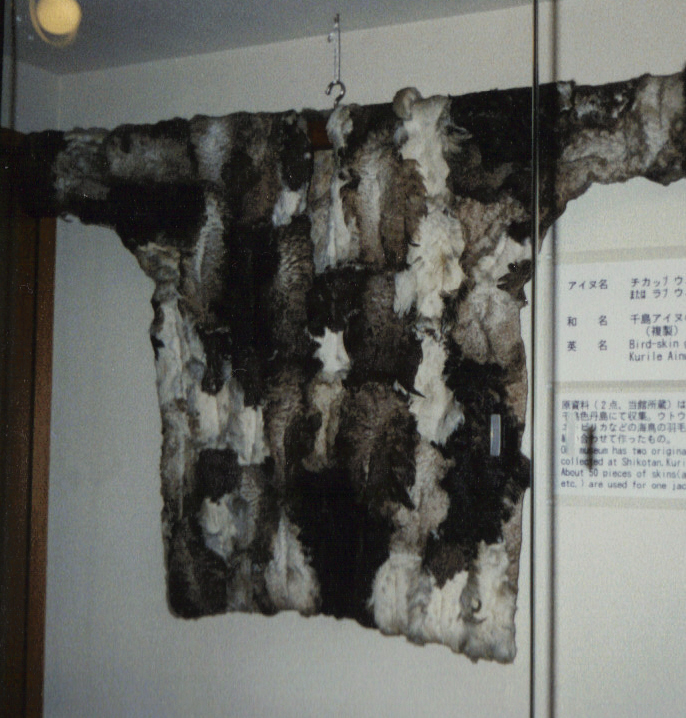
Rapuri, Kuril Ainu bird skin coat

阿伊努族，是俄羅斯薩哈林島、堪察加半島、千島群島和黑龍江下游的少數民族，可分為六個分支。
雖根據2010年人口普查，俄羅斯只有100個阿伊努人，但一般相信俄羅斯國內有約1000個阿伊努人。

## 歷史
阿伊努人和俄羅斯人初次接觸是在17-18世紀，原因是毛皮貿易。阿伊努認為俄羅斯人不同於日本人是他們的朋友，到18世紀中葉，超過1500阿伊努人被接受為俄羅斯公民。
阿伊努（尤其是千島群島人）在19世紀的衝突中支持俄國人對抗日本人。然而，在他們在1905年日俄戰爭中失敗後，俄羅斯人放棄了他們的盟友，數百名阿伊努人被處決，他們的家人被日本人強行搬遷到北海道。結果，俄羅斯人在第二次世界大戰期間未能贏得阿伊努人人心。只有幾個阿伊努人選擇戰後留在俄羅斯，超過90％接受遣返回日本。
但在帝俄時代，生活在俄羅斯的阿伊努人被禁止自認為阿伊努人，因日本帝國官員聲稱，在過去或現在的阿伊努人居住的所有地區都是日本的一部分。因此他們被稱為千島人、堪察加人等，在蘇聯時代，有阿伊努姓氏的人被送到古拉格，因為他們常常被誤認為是日本人。結果，大量的阿伊努人改用斯拉夫人姓氏。
根據俄羅斯聯邦的人口普查當局，在俄羅斯的阿伊努人是一個滅絕的民族。因他們既不說阿伊努語，也不實踐任何方面傳統的阿伊努文化。因此不能比照伊捷尔缅族的優惠政策。
阿伊努語在俄羅斯作為一種滅絕的口語。在20世紀初千島群島的阿伊努人已不說阿伊努語，截至1979年，庫頁島只有3個流利的持阿伊努語者。該語言在20世紀80年代已經消失。最後一位持庫頁阿伊努語者，在1994年死於日本。

## 外部連結
- 千島群島阿伊努旗 （页面存档备份，存于）

1. ↑  .   [2018-06-15]. （原始内容存档于2017-02-05）.
2. ↑  .   [2018-06-15]. （原始内容存档于2016-06-16）.